# Walter Jones (polospiller)
Walter John Henry Jones (4. juni 1866 - 14. april 1932) var en britisk polospiller som deltog i OL 1908 i London.
Jones vandt en sølvmedalje i polo under OL 1908 i London. Han var med på holdet Hurlingham Club som kom på en andenplads i poloturneringen. De andre på holdet var Walter Buckmaster, Frederick Freake og John Wodehouse.